# Sintali (Tanzania)
Sintali è una circoscrizione rurale (rural ward) della Tanzania situata nel distretto di Nkasi, regione di Rukwa. Conta una popolazione di 8 923 abitanti (censimento 2012).